# 斯凱爾斯芒德 (伊利諾伊州)
斯凱爾斯芒德（英語：Scales Mound）是位於美國伊利諾伊州喬戴維斯縣的一個村落。

## 地理
斯凱爾斯芒德的座標為42°28′41″N 90°15′42″W / 42.47806°N 90.26167°W，而該地最高點為海拔高度291米（即955英尺）。

## 人口
根據2010年美國人口普查的數據，斯凱爾斯芒德的面積為1.62平方千米，當中陸地面積為1.62平方千米，而水域面積為0.00平方千米。當地共有人口376人，而人口密度為每平方千米232人。